# Козак, Вацлав
Вацлав Козак (чеш. Václav Kozák; 14 апреля 1937[…], Vrbno nad Lesy — 15 марта 2004, Терезин) — чехословацкий гребец, выступавший за сборную Чехословакии по академической гребле в 1950-х — 1960-х годах. Чемпион летних Олимпийских игр в Риме, чемпион Европы, многократный победитель и призёр первенств национального уровня. Также известен как тренер.

## Биография
Вацлав Козак родился 14 апреля 1937 года в деревне Врбно-над-Леси, Чехословакия.
Изначально занимался велоспортом, но под впечатлением от выступления чехословацкой четвёрки, завоевавшей золото на Олимпиаде 1952 года в Хельсинки, перешёл в академическую греблю. В 1955 году выиграл юниорское первенство Чехословакии в одиночках, в 1957 году впервые стал чемпионом страны среди взрослых спортсменов. Впоследствии в общей сложности 14 раз выигрывал национальное первенство Чехословакии в различных гребных дисциплинах.
Первого серьёзного успеха на международном уровне добился в сезоне 1959 года, когда вошёл в состав чехословацкой национальной сборной и выступил на чемпионате Европы в Маконе, где в парных двойках выиграл серебряную медаль, пропустив вперёд только экипаж из Советского Союза.
Благодаря череде удачных выступлений удостоился права защищать честь страны на летних Олимпийских играх 1960 года в Риме. В программе парных двоек вместе с напарником Павлом Шмидтом с первого места преодолел предварительный квалификационный этап и в решающем финальном заезде так же превзошёл всех соперников, в том числе почти на три секунды опередил главных фаворитов соревнований советских гребцов — таким образом завоевал золотую олимпийскую медаль.
После римской Олимпиады Козак остался действующим спортсменом и продолжил принимать участие в крупнейших международных регатах. Так, в 1961 году в той же дисциплине он взял бронзу на домашнем чемпионате Европы в Праге.
В 1963 году в одиночках победил на чемпионате Европы в Копенгагене и по итогам сезона был признан лучшим спортсменом Чехословакии.
Находясь в числе лидеров чехословацкой гребной сборной, благополучно прошёл отбор на Олимпийские игры 1964 года в Токио, где в одиночках занял итоговое 12-е место.
В 1965 году побывал на чемпионате Европы в Дуйсбурге, откуда привёз награду бронзового достоинства, выигранную в распашных рулевых четвёрках.
Стартовал на Олимпийских играх 1968 года в Мехико, став в одиночках девятым.
По завершении спортивной карьеры занялся тренерской деятельностью, работал в гребном клубе «Дукла» в Праге, подготовил нескольких призёров Олимпийских игр и чемпионатов мира.
Помимо занятий спортом являлся военнослужащим чехословацкой армии, в 1991 году уволился в звании подполковника.
В последние годы испытывал проблемы с алкоголем и на некоторое время стал бездомным.
Умер 15 марта 2004 года в Терезине в возрасте 66 лет.